# 宮井紀行
宮井 紀行（みやい のりゆき、1977年9月14日 - ）は鹿児島県を拠点に活動する日本のミュージシャン、ディスクジョッキーである。和歌山県日高郡美浜町出身、鹿児島県鹿児島市在住。

## 概要
和歌山県立和歌山工業高等学校卒業。第一工業大学（鹿児島県霧島市、当時：国分市）在学中の1998年9月、倉田暁雄とフォークユニット「なまず」を結成。鹿児島市の天文館で路上ライブを続け、1999年12月24日に「桜咲く頃」でインディーズデビュー。2001年までに3枚のインディーズCDを発売し、1万8,000枚が完売した。2001年7月20日に「明日をのせて」でコロムビアレコードよりメジャーデビューを果たす。
2005年3月21日に「なまず」は解散。宮井は拠点を鹿児島に移し、ソロ活動を続けている。2006年10月よりMBCラジオ『城山スズメ』パーソナリティを務め、2011年以降は『Precious Music』を担当している。

## ディスコグラフィー

### アルバム

#### アルバム
|     | 発売日     | タイトル            | 概要 |
| --- | ---------- | ------------------- | ---- |
| 1st | 2016/8/18  | 『開花宣言』        |      |
| 2nd | 2010/12/10 | 『僕らの風景』      |      |
| 3rd | 2012/12/15 | 『Keep on Walking』 |      |
| 4th | 2015/11/15 | 『上昇気流』        |      |
| 5th | 2017/08/31 | 『青写真』          |      |
| 6th | 2020/01/01 | 『I NEED YOU』      |      |

#### ミニアルバム
|     | 発売日    | タイトル             | 概要 |
| --- | --------- | -------------------- | ---- |
| 1st | 2005/8/24 | 『愛のうた。』       |      |
| 2nd | 2008/8/23 | 『Wander the wilds』 |      |

### シングル
|     | 発売日     | タイトル                          | 概要 |
| --- | ---------- | --------------------------------- | ---- |
| 1st | 2007/07/01 | 『帰り道』                        |      |
| 2nd | 2007/12/24 | 『手をつないで / ふたりのリズム』 |      |
| 3rd | 2011/09/19 | 『不屈の詩 -INDOMITABLE-』        |      |
| 4th | 2011/12/3  | 『Traveler』                      |      |
| 5th | 2015/02/25 | 『一音一恩』                      |      |
| 6th | 2017/08/31 | 『明日の開拓者／見えない勲章-』   |      |
| 7th | 2018/08/25 | 『Victory/ガジュマルの樹の下で』  |      |
| 8th | 2019/06/30 | 『焼酎フィーバー』                |      |

## CM/タイアップ・提供曲
- 「はじまりの唄」種子島酒造のCMソング。
- 「愛のうた。」「幸せのクローバー」エルセルモ鹿児島のCMソング。
- 「開花宣言」マジオドライバーズスクールCMソング。
- 「いつかの青春」NIB長崎国際放送の”五島列島鉄人レース”のテーマソング。
- 「帰り道」JA鹿児島のCMソング。
- 「手をつないで」指宿道の駅のイメージソング楽曲提供
- 「カラー～サクライロ～」吹上浜砂の祭典テーマソング／錦江高原ホテルCMソング。
- 「光の扉」鹿児島成人式のテーマソング／人権フェスCMソング
- 「アスナロ」中国東方航空CMソング
- 「ホシトキミト」鹿児島水族館CMソング／MBCアーカイブステーマソング
- 「Traveler」薩摩川内”きゃんぱく”公式応援ソング
- 「せーのっ！」原田学園医療技術専門学校CMソング
- 「モンキーターン～起死回生～」本格芋焼酎”夢の一撃”CMソング
- 「Keep on Walking」和歌山御坊日高博覧会”御博”PRソング
- 「幸せ行きの島のバス」喜界島観光PRソング
- 「あしたよなぁ」三島村イメージソング
- 「上昇気流」第一工業大学イメージソング
- 「かごしまラプソディ」KKB「ぷらナビ＋」オープニングソング
- 「彩花火」かごしま錦江湾サマーナイト大花火大会エンディングソング
- 「維新前進」鹿児島ユナイテッドFC応援歌
- 「明日の開拓者」プロバスケットチーム”鹿児島レブナイズ”公式ブースターソング
- 「しろくま♡ランデブー」鹿児島ご当地アイドル”S☆UTHERN CROSS”楽曲提供
- 「僕の生まれた街へ」和歌山県美浜町PRイメージソング[8]
- 「青写真」株式会社タマルハウスイメージソング
- 「千の蜻蛉」火之神平和祈念展望台イメージソング
- 「Victory」”太陽光発電のやまと”イメージソング
- 「グットラック」昭和貨物昭和貨物50周年記念イメージソング
- 「焼酎フィーバー」鹿児島県酒造組合応援ソング